# Стельмащук Юрій Олександрович
Стельмащук Юрій Олександрович (псевдо: «Грім», «Горкун», «Кайдаш», «Рудий»; 17 жовтня (за іншими даними - 15 жовтня) 1920, с. Коршів, нині Луцький район — 5 жовтня 1945, Лук'янівська в'язниця, Київ, розстріляний) — організатор відділів УПА у Волинській і Берестейській областях, командир загону «Озеро» (06.1943—10.1943), ВО «Турів» (11.1943—10.1944), Західної ВО «Завихост» (З'єднані групи № 33) (11.1944—01.1945), одночасно заступник крайового провідника ОУН на Волині.

## Життєпис

### Юні роки
Народився 17 жовтня 1910 року (за іншими даними — 1920 року) в с. Коршів, нині Луцький район, Волинська область, Україна. Батько — українець, селянин, матір — росіянка. Мав сестер Ганну і Ніну та брата Лева.
До 1939 року навчався в Луцькій гімназії (закінчив її). У цьому ж році був арештований польською поліцією за належність до ОУН, але через відсутність доказів відпущений. Після окупації Західної України СРСР три місяці навчався у Львівському університеті, але залишив навчання, бо ним зацікавились органи НКВД. У січні 1940 перейшов на польську територію і з квітня почав навчання в Холмській гімназії, де реально вступив до лав ОУН. У грудні 1940 закінчив навчання в гімназії.

### Боротьба в лавах ОУН та УПА
У лютому 1941 був викликаний до керівництва ОУН у Кракові та направлений для військового вишколу в м. Бранденбург, а після цього в спецшколу в м. Нойгамері.
Перед самим початком німецько-радянської війни 16 червня 1941 із групою ОУН перейшов угорсько-радянський кордон і прибув на Волинь. Незабаром був призначений референтом молодіжної організації «Січ», яка при німцях спочатку діяла легально. Провів два вишколи молоді, 60 осіб у Луцьку, і 100 у Ковелі.
Був воєнним референтом Луцької (12.1941 — 01.1942) та Ковельської округи ОУН (02.1942 — 03.1942). За завданням «Сома» (Івахів Василь), представника центрального проводу ОУН, займався пошуком зброї, складів, підбором людей. Було проведено кілька вишколів районного та окружного активу, людей із поліції направлено в ліси. У Ковелі, за розпорядженням Стельмащука, був здійснений напад на тюрму та концтабір, а людей було забрано до лісу.
З березня 1943 займався організацією відділів УПА в Волинській і Берестейській областях.

#### Загін «Озеро». ВО «Турів»
У червні 1943 призначений командиром загону «Озеро» (410 осіб), а згодом з листопада 1943 — ВО «Турів».
У серпні—вересні 1943 року загони Стельмащука брали участь українсько-польському конфлікті 1943 року.
Під його керівництвом і особистою участю групи УПА вступали неодноразово в бої з партизанами Федорова. Крім цього, про упівців не забували німці та поляки, взагалі бої були майже щодня.
Наприкінці грудня 1943 «Клим Савур» (Дмитро Клячківський) дав наказ готуватися до переходу лінії фронту — в тил Червоної Армії. Загін «Рудого» був розділений на 3 групи по 500—600 чоловік. На чолі 1-ї групи був «Крига» (Климук), 2-ї групи — «Голубенко» (Громадюк Олексій), 3-ї групи — «Вовчак» (Шум Олекса).
На початку 1944, перевіряючи роботу «Криги», Стельмащук потрапив до оточення, з якого зумів вийти. У цей період зрідка були сутички з партизанами, а навесні 1944 був втрачений зв'язок з «Савуром» і з Центральним проводом ОУН. На цей час у Стельмащука залишилося 30 чоловік особистої охорони і сотня приблизно 150 бійців, з якими він вирішив з цими пробиратись у тил Червоної Армії. Лінію фронту перетнули в районі Ковеля. Ситуація була важка: була повінь, важко пересуватися, відсутність зв'язку. Зв'язкові та цілі групи потрапляли в руки НКВД і частин Червоної Армії.
Тоді на пошуки «Савура» Стельмащук вирушив сам. Йому вдалось зустрітися з сотнею «Рубашенка» (Коваль Степан) із куреня «Дубового» (Литвинчук Іван). Той зв'язав його з «Гамалією», який охороняв штаб «Савура», а «Гамалія» в свою чергу зв'язав із «Галиною» (Бусел Яків), який був заступником «Савура».
Зустріч відбулася в Костопільському районі. «Галина» дав завдання перейти назад лінію фронту і розшукати «Савура», який залишився на німецькій стороні. Та після повернення в Ковельський ліс, своїх людей Стельмащук не знайшов, їх розбили частини Червоної Армії. Виконати завдання «Галини» він не зміг, бо частини Червоної Армії переслідували кожен день. Після цього він вирішив іти в с. Буцин. У червні 1944 р. в с. Буцин Стельмащук зв'язався з «боївкою» Седліщанського району та залишками загону «Кубіка» (Зінчук Тихон), там же зустрівся з «Кригою» у якого з 500 бійців залишилося 50, інші при переході лінії фронту загинули або потрапили до рук червонармійців. Стельмащук взявся за організацію залишків цих загонів і через півтора місяця у загоні було 250 бійців.
Наприкінці червня 1944 лінію фронту перейшов «Клим Савур», але Стельмащук з ним розминувся. Проте отримав листа з наказом продовжувати формувати загони УПА.
У вересні 1944 Стельмащука викликали до «Савура», і він вирушив, призначивши своїм заступником «Голубенка», на місце загиблого 20 березня 1944 «Вовчака» (Шум Олекса). У Степанському районі Стельмащук зустрів «Дубового» з листом від «Савура» і наказом передати «Дубовому» командування сформованою групою в кількості 1100 бійців.

#### З'єднані групи «Завихост»
У цей час Стельмащук захворів на тяжкий шигельоз (тоді називали дизентерією) і на місяць вибув зі строю, а після одужання зустрівся з «Савуром» у Клевані, де отримав призначення на посаду командувача З'єднаних груп «Завихост» (З'єднані групи № 33).
Після призначення «Рудий» повертався зі своїми людьми в Камінь-Каширський, але по дорозі 27 грудня 1944 під час зіткнення охорони штабу із загоном внутрішніх військ на хуторі Ями Рафалівського району Рівненської області загинув шеф штабу З'єднаних груп № 33 сотник Олекса Громадюк («Голобенко»), на його місце був призначений «Яворенко».
У цей період у Володимирецьких лісах, в с. Великі Луки було проведено нараду крайового активу ОУН, де були присутні — крайовий провідник «Дубовий», його перший заступник «Рудий», організаційний референт — «Крилач», референт СБ — «Петро». На цій нараді вирішувалося питання реорганізації УПА — призначення людей, розподіл країв, план роботи. Стельмащук, як командир з'єднання «Завихост» повинен був перейти в підпілля і готуватися до майбутніх боїв.

#### Полон і загибель
Після наради «Дубовий» поїхав перевіряти Львівську область, а «Рудий» повинен був поїхати на перевірку Волинської, Пінської та Брест-Литовської областей, але 15 січня 1945 він захворів на тиф (найімовірніше, епідемічний висипний), а 27 січня 1945 був затриманий енкаведистами на околицях с. Яйно (тепер с. Піщане (Камінь-Каширський район) Камінь-Каширського району Волинської області). Під час затримання був поранений, але вже 8 лютого був проведений перший допит хворого на тиф і пораненого Стельмащука, який проводив особисто заступник наркома внутрішніх справ УРСР Т. Строкач. Згідно з протоколом цього допиту, енкаведистам вдалося дізнатись місце імовірного перебування командира УПА-Північ Дмитра Клячківського-«Клима Савура». Під час проведення військово-чекістської операції «Савур» загинув 12 лютого 1945 поблизу Оржівських хуторів.
Офіційно Стельмащук був заарештований 9 червня 1945, після завершення лікування в госпіталі.
У НКВД випустили листівку, що Стельмащук покаявся і добровільно зголосився до НКВД допомогти в знищенні визвольного руху, але ця добровільність і каяття викликали великі сумніви.[джерело не вказане 3221 день]
У 1990 році зв'язкова, яка в 1945 році була в тій самій тюрмі, підтвердила мужність Стельмащука на допитах і очних ставках. [джерело не вказане 3221 день]
За даними Олексія Брися (курінного УПА), Стельмащук був розстріляний у Лук'янівській тюрмі 25 серпня1945. За іншими даними (Літопис УПА), розстріляний там же, але 5 жовтня 1945.

### Родина
Батьки Юрія Стельмащука були репресовані радянською владою в 1941 році.
Старша сестра Юрія Ганна (за іншими даними, Ольга; псевдо «Калина», нар. 1918, с. Коршів), член ОУН, загинула 5 травня 1941 (за іншими даними, 22 травня) в с. Вишків під Луцьком. Ганна разом з подругами Л. Бахів, П. Петрук, Г. Пасічник, підпільницями ОУН, вступили у нерівний бій з енкаведистами, відстрілювались з підпаленої клуні. На вимогу здатися котрась з дівчат вийшла на поріг і промовила: «Ми не здаємося, гинемо в бою за Україну» i повернулася в клуню. Місце поховання невідоме. Сестра згоріла живцем у клуні, які підпалили «більшовики».

## Вшанування
У селі Коршів на місці, де знаходилась батьківська хата, в 90-х роках було встановлено пам'ятник.